# Lupinus peirsonii
Lupinus peirsonii är en ärtväxtart som beskrevs av H.Mason. Lupinus peirsonii ingår i släktet lupiner, och familjen ärtväxter. IUCN kategoriserar arten globalt som nära hotad. Inga underarter finns listade i Catalogue of Life.